# 喬治·盧斯蒂格
喬治·盧斯蒂格（英語：George Lusztig，1946年5月20日—），羅馬尼亞裔美國數學家，麻省理工學院教授，1999年到2009年擔任麻省理工學院數學系諾伯特·維納教授。

## 生平
盧斯蒂格生於羅馬尼亞蒂米什瓦拉，1968年從布加勒斯特大學本科畢業，之後前往英國華威大學和牛津大學進修。1969年移居美國，與新澤西州普林斯頓普林斯顿高等研究院的迈克尔·阿蒂亚進行兩年的合作。他早期研究椭圆算子的指標定理，後來憑藉此課題，在威廉·布勞德和迈克尔·阿蒂亚的指導下拿到普林斯頓大學博士學位。
就職于華威大學的七年間，盧斯蒂格歷任研究員（1971-72）、數學講師（1972-74）和數學教授（1974-78），1978年獲麻省理工學院教席。
盧斯蒂格最知名的研究是表示論，特別是與代數群相關的對象方面，比如李型群、黑克代數、P進數群、量子群和魏爾群等方面。這些研究提出了新的基礎概念，包括矩阵等价、德利涅-盧斯蒂格定理和卡日丹-盧斯蒂格多項式。
1983年，盧斯蒂格當選皇家学会會員、1985年獲得柯爾獎。1992年當選美國國家科學院院士，1999年獲布勞維爾獎章，2008年獲勒罗伊·斯蒂尔奖數學終生成就獎。2012年當選美國數學學會會員。2014年獲邵逸夫獎數學獎。

## 外部連結
- 喬治·盧斯蒂格 在国际奥林匹克数学竞赛中的成绩
- George Lusztig's entry in the International Who's Who（英语：International Who's Who）.